# Pieckowo
Pieckowo (dawniej: niem. Pötschendorf) – wieś mazurska w Polsce położona w województwie warmińsko-mazurskim, w powiecie kętrzyńskim, w gminie Reszel.
Pieckowo położone jest przy drodze wojewódzkiej nr 594, 3 km od Świętej Lipki, po 10 km od Reszla i Kętrzyna. Do Olsztyna jest 75 km, do Warszawy 240 km.

## Demografia
W 2010 roku Pieckowo liczyło 295 mieszkańców – stanowiło to 3,4% ogółu ludności gminy i 8,9% ludności wiejskiej gminy.
W 1818 roku Pieckowo miało 16 domów, we wsi i na pobliskim folwarku mieszkało łącznie 185 osób. W pocz. XX wieku liczba ludności wzrosła trzykrotnie i wynosiła w 1910 roku – 461, w 1933 roku – 564, w 1939 roku – 521. Po II wojnie światowej liczba mieszkańców radykalnie zmalała, w 1970 roku Pieckowo liczyło 302 mieszkańców, a w 2004 roku liczyło 283 mieszkańców.
| Rok                | 1818 | 1910 | 1925 | 1933 | 1939 | 1970 | 2004 | 2007 | 2010 |
| Liczba mieszkańców | 185  | 461  | 535  | 564  | 521  | 302  | 283  | 288  | 295  |

## Historia
Wcześniejsza nazwa wsi Stangenwalde.

### Dawne dzieje
Przywilej dla wsi Stangenwalde 29 września 1386 wystawił komtur bałgijski Friedrich von Egloffstein. Dokument był potwierdzony przez prokuratora Gotfryda z Rastemborka.
Nowy przywilej dla wsi nazywającej się już Pötschendorf wystawiony został w 1448 roku. Było to wówczas terytorium państwa krzyżackiego, wcześniej zajmowane przez plemię pruskie – Bartów. Po sekularyzacji Zakonu w 1525 roku Pieckowo znalazło się w granicach nowo powstałego Księstwa Pruskiego (Prusy Książęce), a od 1701 roku w Królestwie Pruskim. W XVIII w. właścicielem Pieckowa był generał major von Rappen. Polecił on przy granicy posesji jezuitów w Świętej Lipce wybudować dwa domki, w których sprzedawano piwo.
W 1818 roku Pieckowo miało 16 domów, a w pobliżu znajdował się folwark. W XIX w. właścicielem majątku ziemskiego w Pieckowie był Eduard Jorck.
Jeszcze na początku XX wieku znajdował się w Pieckowie dworek (pałac) – uwidoczniony na pocztówce – (prawdopodobnie w okolicy dawnej zlewni mleka), zniszczony najprawdopodobniej tuż po wojnie.
Do 1945 roku siedziba gminy i okręgu urzędu policyjnego (Amtsbezirk Pötschendorf) składającego się z 3 gmin – Bezławki, Święta Lipka i Pieckowo (Gemeinden Bäslack, Heiligelinde und Pötschendorf). Pieckowo przynależało do Landkreis Rastenburg – powiatu Kętrzyn, Regierungsbezirk Königsberg – rejencji Królewiec.

### Od 1945 roku
Od 1945 roku w granicach Polski, początkowo w Okręgu mazurskim, w latach 1946–1975 w tzw. dużym województwie olsztyńskim, a w latach 1975–1998 w tzw. małym województwie olsztyńskim.
Od 1945 roku do 1975 roku, tj. do momentu likwidacji powiatów, Pieckowo znajdowało się najpierw w powiecie rastemborskim, a po zmianie nazwy miasta w kętrzyńskim.
W 1954 roku w wyniku reformy administracyjnej powstała w Pieckowie gromada Pieckowo. Pierwszym przewodniczącym Gromadzkiej Rady Narodowej został Konstanty Witkiewicz. W 1957 siedzibę gromady przeniesiono do Świętej Lipki. Kolejnymi przewodniczącymi GRN byli: Aleksander Gałka, Alfred Szekeliński i Jan Seniuszko. W 1960 roku gromadę o powierzchni 107,08 km². zamieszkiwało 2937 osób.
W 1973 roku w wyniku kolejnej reformy administracyjnej zlikwidowano gromady i powołano do życia gminy. Pieckowo trafiło do włączonej wówczas do powiatu kętrzyńskiego Gminy Reszel, jednocześnie stało się siedzibą sołectwa, w skład którego weszło pięć miejscowości: wieś Pieckowo, os. Wólka Pieckowska, PGR Fiugaty, os. Krakocin, wieś Święta Lipka.

## Jezioro
W południowej części Pieckowa znajduje się Jezioro Pieckowskie o powierzchni obecnie 18,9 ha (było 21,84 ha, lecz zarasta) – Pötschendorfer See, prus. Amtssee – 1561. Z uwagi na brak dojścia do wody i brak plaży nie jest latem oblegane przez miłośników kąpieli, jedynie nielicznym dostarcza emocji wędkarskich.
Na zachód od wsi znajduje się bagno o nazwie Sajno (Zaine Bruch).

## Złoża naturalne
W Pieckowie znajdują się dwa złoża kruszywa naturalnego: 42 tys. ton i 19 tys. ton (stan na 1-1-1998). Istnieją też złożą torfu, także gytii.

## Zabytki
W Pieckowie nie znajdują się obiekty wpisane do rejestru zabytków. Są jednak obiekty wpisane do wojewódzkiej ewidencji zabytków:
- cmentarz
- dawny dworzec PKP, mur. z pocz. XX wieku
- szkoła murowana z 1907 roku
- budynek gospodarczy przy szkole, mur. z 1910-1920 roku
- dawna poczta / ośrodek zdrowia, mur. z pocz. XX wieku
- dawna kuźnia / remiza OSP, mur. z ok. 1920 roku
- dom nr 11, mur. z 1920-1930 roku
- dom nr 14, mur. z pocz. XX wieku
- dom nr 20, mur. z 1910-1920 roku
- dom nr 22, mur. z 1910-1920 roku
- dom nr 26, mur. z 1910-1920 roku
- dom nr 27, mur. z 1910-1920 roku
- dom nr 28, mur. z 1910-1920 roku
- dom nr 29 z 1910-1920 roku
- dom nr 41 z 1910-1920 roku
- dom nr 42 z 1910-1920 roku
- dom nr 46 z 1910-1920 roku
- dom nr 47 z 1910-1920 roku
- dom nr 49 z 1910-1920 roku

## Edukacja i życie kulturalne

### Dawniej
Budynek Szkoły Podstawowej w Pieckowie wybudowano na początku XX wieku (1907 rok). Naukę w niej rozpoczęto w systemie dwuklasowym w 1909 roku.
Po II wojnie światowej w budynku tym zorganizowano szkołę polską. W roku szkolnym 1949/50 siedmioklasowa szkoła miała tylko trzech nauczycieli. W latach osiemdziesiątych z uwagi na małą liczbę dzieci naukę prowadzono w klasach I-VI, klasy VII-VIII dojeżdżały do Szkoły Podstawowej nr 3 w Reszlu. W tym czasie większość przedmiotów nauczano w trybie klas łączonych: I i II, III i IV oraz V i VI. W 1999 roku szkołę zamknięto, obecnie dzieci dojeżdżają gimbusem do Reszla, a budynek sprzedano i zaadaptowano na mieszkania.
Przy szkole istniała biblioteka szkolna, w budynku szkoły od 1973 roku znajdowała się również filia Biblioteki Publicznej w Reszlu. Filię Reszelskiej biblioteki publicznej zlikwidowano w 2000 roku.
Od 1956 roku działa w Pieckowie jeden z pierwszych w Polsce uniwersytetów powszechnych – Uniwersytet Ludowy, prowadzony przez Towarzystwo Wiedzy Powszechnej.
W Pieckowie w latach pięćdziesiątych prężnie kwitło życie kulturalne. Świetlicę zbudowała w czynie społecznym głównie młodzież. Tam działały grupy artystyczne, wyróżniające się na arenie województwa.
Jesienią 1957 roku powstało kółko rolnicze – jedno z pierwszych w powiecie kętrzyńskim. W 1973 roku istniał w Pieckowie punkt felczerski. W 1976 roku działa zaś jeden z najładniejszych w gminie klubów „Rolnika”.

### Współcześnie
W sierpniu 2007 roku zarejestrowano w Krajowym Rejestrze Sądowym „Stowarzyszenie Pieckowo 2022” mające na celu dbanie o rozwój miejscowości.
Jednocześnie na potrzeby wiejskiej świetlicy zaadaptowano część budynku nr 47.
Na przełomie czerwca i lipca 2007 roku we wsi zainstalowano internet radiowy, uruchomiono także stronę internetową miejscowości wraz z forum.
Wieniec dożynkowy wykonany przez mieszkańców wsi zajął III miejsce w konkursie na zorganizowanych 26 sierpnia 2007 roku dożynkach gminnych w Reszlu.

## Komunikacja
Do 1945 roku do i z Pieckowo można było dostać się pociągiem. 1 lipca 1908 roku w Pieckowie uruchomiono linię kolejową relacji Kętrzyn-Reszel-Kętrzyn, na której była stacja 4 klasy Pieckowo. W 1935 roku kursowało pięć par pociągów dziennie. Z uwagi na zniszczenia wojenne (styczeń 1945, m.in. wysadzenie mostu kolejowego w Nowym Młynie) linia została zamknięta po czym tory rozebrano. Z Reszla do Pieckowa po dawnym nasypie kolejowym prowadzi żwirowa droga. Obecnie w budynku dawnej stacji kolejowej znajdują się mieszkania prywatne.
Dzisiaj jedynym środkiem publicznej komunikacji do i z Pieckowa jest PKS, autobusem można dojechać do Reszla, Kętrzyna, Mrągowa, Bisztynka, Węgorzewa, Olsztyna i do Szczytna.